# توموهیرو یاماموتو
توموهیرو یاماموتو (انگلیسی: Tomohiro Yamamoto؛ زادهٔ ۵ نوامبر ۱۹۹۴) بازیکن والیبال اهل ژاپن است.